# Yuichi Yokoyama
Yūichi Yokoyama es un pintor, artista visual y mangaka japonés nacido el 3 de abril de 1967, en Miyazaki. Sus mangas han sido publicados en varios idiomas entre ellos el español.

## Biografía
Graduado por la Universidad de Arte de Musashino, primero se dedicó a la pintura antes de extender su trabajo a los mangas, como el medio que mejor se adaptaba a su forma de expresión.
Ha publicado diversos mangas que han ganado reconocimiento en Japón así como internacionalmente. Sus obras, que él describe como «tiempo de dibujar», son una desviación del manga común en forma de historia estándar. Yokoyama sin embargo crea atmósferas extrañas y peculiares personajes que se mueven libremente por ellas, donde los diálogos son escasos y onomatopéyicos.
Esta particular expresión en el manga, que el mismo autor describe como «neo-manga», supera los límites de un medio bidimensional para dibujar el «tiempo» y el «espacio».
También ha participado en muchas exposiciones en Japón e internacionalmente. En Francia, su trabajo se pudo ver en 2012 durante la exposición Planète manga en el Centro Pompidou y durante la feria de dibujo contemporáneo Drawing Now 2013. En 2014, la exposición Yuichi Yokoyama: vagando por los mapas, le dedica un viaje por los mapas en el pabellón blanco de Colomiers. En 2015 su obra se pudo ver en España ya que fue artista invitado en el centro cultural madrileño CentroCentro en su ciclo de exposiciones La Ciudad en Viñetas.
Paralelamente a su labor como mangaka, también ha producido obras eclécticas como la decoración de Toyota Prius en la Aichi Triennale 2013, la creación del vestuario para la compañía de teatro italiana Dewey Dell en 2013, o la creación de un escaparate para Hermès en Shinjuku en 2014.

## Obra
- Travaux publics (en francés). Éditions Matière, 2004.
- Combats (en francés). Éditions Matière, 2004.
- Viaje, Apa Apa Cómics, 2016. ISBN, 978-8492615063.
- Jardin (en francés). Éditions Matière, 2009.
- Iceland. Mincho Press, 2016. ISBN: 978-84-9455-15-05.
- Plaza (en francés).
- New doboku (Nueva ingeniería).
- Sekai chizu no ma (Mapa del mundo).
- Nouveaux corps (en francés). Éditions Matière, 2010.
- Explorations (en francés). Éditions Matière, 2011.
- Baby boom (en francés).Éditions Matière, 2012.